# Peter Capusotto y sus 3 dimensiones
Peter Capusotto y sus 3 dimensiones es una película argentina de comedia de 2012 dirigida por Pedro Saborido, sobre su propio guión escrito en colaboración con Diego Capusotto y basado en personajes y conceptos del programa Peter Capusotto y sus videos, creado por ambos. Es protagonizada por Capusotto, Ivana Acosta y Jacqueline Decibe.
Se estrenó el 26 de enero de 2012. El título de la película hace referencia a que solo se vio en las salas de cine 3D.

## Sinopsis
Violencia Rivas, uno de los personajes creados por Diego Capusotto y Pedro Saborido para su programa de televisión Peter Capusotto y sus videos, reflexiona sobre el mundo del entretenimiento, mientras otros personajes del mismo origen aparecen como ejemplos de las diferentes aristas del tema. Entre todos trazan una sátira sobre el entretenimiento como concepto e industria, empezando por el «cine en tres dimensiones», y analizando con ejemplos «prácticos» cómo los medios de comunicación, la publicidad, Internet, y las redes sociales, van moldeando un ser alienado y dócil, para conformar así a una sociedad anestesiada y consumista.

## Reparto
- Diego Capusotto ... Violencia Rivas / Bombita Rodríguez / Jesús de Laferrere / Pomelo / Micky Vainilla
- Pedro Saborido ... Voz de Juan Domingo Perón / Voces
- Ivana Acosta ... Varios
- Jacquie Decibe ... Varios
- Alfonso Sierra ... Varios
- Gustavo Durán
- Pablo "Wimpy" Marasco
- Manuel Reidel
- Emiliano Costantino
- Cristian Arriaga
- Sebastián Martínez Toro

## Recepción
Peter Capusotto y sus 3 dimensiones fue bien recibida por la mayor parte de la crítica especializada. En una recopilación de las críticas del film en el sitio de reseñas Todas Las Críticas, éste alcanzó un porcentaje de aprobación de 68%, de un total de 36 críticas.
El crítico Juan Pablo Cinelli comienza su crónica de Página/12 señalando las dificultades que tiene el intento de trasladar al cine un programa -al que califica como de “auténtico fenómeno popular”- con formato televisivo, integrado por una sucesión de episodios. En este caso el producto sigue estando mucho más cerca de ser televisión magnificada que cine, si bien opina que el filme “contiene verdaderas joyas de la comedia argentina, que representan los puntos más altos del género realizado en el país en muchísimo tiempo” al punto de considerar que “todo el segmento de Bombita Rodríguez, con una excelente versión digital del general Perón y la idea de exportar el peronismo a los Estados Unidos, es sencillamente magistral, no sólo por lo que tiene de cómico sino por la relectura en clave grotesca de algunos de los episodios más traumáticos de la historia reciente” y si bien otros episodios no logran resultados valiosos el balance sigue siendo favorable a este filme producto “del trabajo de dos hombres que supieron entender al humor como un vehículo para la expresión popular. En el mejor sentido de la palabra”.
La crónica que Diego Battle realizó para el diario La Nación, está encabezada con la afirmación de que Diego Capusotto es un “artista de culto (que no necesariamente son los más populares, pero sí los que más idolatría generan entre sus seguidores)” por lo cual sus seguidores “-más allá de una determinada calificación, del mayor o menos entusiasmo que pueda demostrar un crítico- irán de todas maneras a las salas para participar de un ritual comunitario, de una experiencia que excede por mucho el mero hecho cinematográfico”. La película presenta la galería completa de grandes creaciones de Capusotto, ahora en versión aumentada (de duración, de tamaño de pantalla y de despliegue de efectos visuales), riéndose de (y con) los argentinos y si bien el filme tiene tantos logros como desniveles, es bastante más que un episodio televisivo alargado, Capusotto sale más que airoso de esta incursión en el lenguaje cinematográfico y, más aún, en el universo de las imágenes estereoscópicas.
Al opinar sobre la película en su crónica para el diario La Prensa, Isabel Croce, que califica al filme como bueno, dice que “la estructura general representa una vez más un estilo desorbitado, sin términos medios. La estructura general de la película no escapa a lo caótico, efervescente, desparejo, a veces demasiado ingenuo. Y eso es lo que espera el admirador "capusoteano", algo que lo inspire y le haga sentir emociones. Un sentimiento elemental, ingenuo, crítico y absolutamente válido”.
El filme logró atraer a unos 270.351 espectadores, manteniendo una duración de 16 semanas en las 82 salas en las que se exhibió.